# Andros Townsend
Andros Darryl Townsend (Leytonstone, 16 juli 1991) is een Engels voetballer die doorgaan als linkermiddenvelder speelt.

## Clubcarrière
Townsend werd op negenjarige leeftijd opgenomen in de jeugdopleiding van Tottenham Hotspur. Nadat hij in 2009 doorstroomde naar de senioren, verhuurde de club hem in eerste instantie aan achtereenvolgens Yeovil Town, Leyton Orient, Milton Keynes Dons en Ipswich Town, op dat moment allemaal actief op het tweede of derde niveau. Hij debuteerde in januari 2011 in het eerste elftal van Tottenham, tijdens een wedstrijd in het toernooi om de FA Cup. Het was zijn enige wedstrijd voor de club dat seizoen, waarna verhuren aan Watford en Millwall volgden.
Townsend speelde in het seizoen 2011/12 voor Tottenham in de League Cup en wedstrijden in de UEFA Europa League. Competitie speelde hij op huurbasis bij  Leeds United en Birmingham City. Hij debuteerde in het seizoen 2012/13 uiteindelijk voor Tottenham in de Premier League, onder trainer André Villas-Boas. Gedurende de tweede helft van dat seizoen werd hij nog één keer verhuurd, aan Queens Park Rangers. Dit was zijn eerste huurperiode bij een club die op dat moment actief was in de Premier League. In dienst van 'QPR' maakte hij zijn eerste en tweede doelpunt op het hoogste niveau.
Townsend maakte gedurende de seizoenen 2013/14, 2014/15 en de eerste helft van 2015/16 deel uit van de selectie Tottenham. Hij speelde in die 2,5 jaar 45 competitiewedstrijden voor de club, maar veroverde ook onder zowel coach Tim Sherwood als Mauricio Pochettino geen basisplaats. Hij maakte in januari 2016 ten slotte een definitieve overstap naar Newcastle United, waar hij voor vijfenhalf jaar tekende. Townsend degradeerde in mei 2016 met Newcastle uit de Premier League.
Townsend tekende in juli 2016 een contract tot 2021 bij Crystal Palace, de nummer vijftien van de Premier League in het voorgaande seizoen. Dat betaalde circa €15.500.000,- voor hem aan Newcastle United.

## Interlandcarrière
Townsend kwam uit voor Engeland –16, Engeland –17 en Engeland –19. Hij debuteerde op 12 oktober 2012 in Engeland –21. Hij viel in voor Raheem Sterling. Op 13 november 2012 mocht hij in een oefeninterland tegen Noord-Ierland in de basiself starten. Hij werd na een uur spelen naar de kant gehaald voor Benik Afobe.
Townsend maakte op vrijdag 11 oktober 2013 zijn debuut in het Engels voetbalelftal, in een WK-kwalificatiewedstrijd tegen Montenegro. Engeland won dat duel met 4-1 en Townsend nam het derde doelpunt voor zijn rekening. Hij werd in die wedstrijd na 80 minuten vervangen door Jack Wilshere (Arsenal). Door een enkelblessure en een daaropvolgende noodgedwongen operatie werd op 30 april 2014 duidelijk dat Townsend het wereldkampioenschap voetbal 2014 moest missen.